# Лапиков Дмитро Валентинович
Дмирто Валентинович Лапиков  (рос. Дмитрий Валентинович Лапиков, 4 червня 1982) — російський важкоатлет.
На чемпіонаті Європи в Казані (2011) був дискваліфікований на 2 роки за вживання допінгу.

## Виступи на Олімпіадах
| Олімпіада  | Дисципліна      | Місце                     |
| ---------- | --------------- | ------------------------- |
| Пекін 2008 | важка категорія | ( Бронза) дискваліфікація |

У серпні 2015 року розпочалися повторні аналізи на виявлення допінгу зі збережених зразків з Олімпійських ігор у Пекіні 2008 року та Лондоні 2012 року.
Перевірка зразків Лапикова з Лондона 2012 року призвела до позитивного результату на заборонену речовину — дегідрохлорметилтестостерон (туринабол). Рішенням дисциплінарної комісії Міжнародного олімпійського комітету від 17 листопада 2016 року в числі інших 16 спортсменів він був дискваліфікований з Олімпійських ігор в Пекіні 2008 року і позбавлений бронзової олімпійської медалі.